# 스폴리아

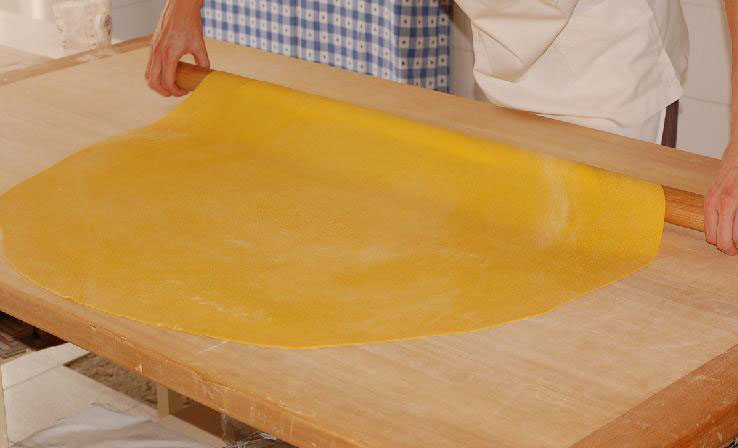
스폴리아

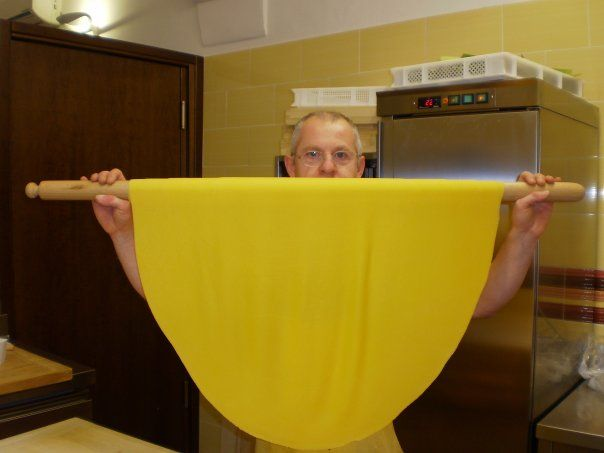
스폴리아

스폴리아(이탈리아어: sfoglia)는 파스타를 만드는 얇게 민 반대기이다. "잎, 장(張), 시트(sheet)" 등을 뜻하는 말이며, 이탈리아 중·북부의 에밀리아로마냐, 롬바르디아, 마르케, 움브리아에서 생파스타를 만들 때 반죽을 밀어 스폴리아를 만든다. 반죽할 때 주로 연질밀(grano tenero) 가루와 달걀을 사용하기 때문에, 이렇게 만든 스폴리아로 만든 파스타는 달걀 파스타로 분류된다.

## 같이 보기
- 필로